# Éric Tié Bi
Éric Tié Bi (* 20. Juli 1990 in Bediala, Elfenbeinküste) ist ein ivorisch-französischer ehemaliger Fußballspieler auf der Position eines defensiven Mittelfeldspielers.

## Karriere

### Die Zeit bei Olympique Lyon
Der in der ivorischen Kleinstadt Bediala geborene Tié Bi kam noch im Kindesalter mit seinen Eltern von der Elfenbeinküste nach Frankreich. Nachdem er zuvor bereits im Nachwuchs regionaler Fußballteams zum Einsatz gekommen war, kam der engagierte junge Spieler im Jahre 2006 zu seiner ersten Topadresse im französischen Fußball, als in die Jugendabteilung von Olympique Lyon aufgenommen wurde. Dort spielte er anfangs vorwiegend im Nachwuchs und kam in der Saison 2007/08 von einem der Jugendteams erstmals in die Reservemannschaft des Vereins, die an der vierklassigen CFA teilnimmt. Noch in derselben Saison kam er in acht Meisterschaftsspielen des Reserveteams zum Einsatz.
In der darauffolgenden Spielzeit wurde der gebürtige Ivorer bereits in 19 Ligapartien eingesetzt, in denen er abermals ohne jeglichen Torerfolg blieb. Dafür wurde er mit der Mannschaft nach überstandenen Play-offs französischer Amateurmeister der Reservemannschaften der Saison 2008/09. Dabei wurde Tié Bi auch im Play-off-Finalspiel gegen die B-Mannschaft des FC Sochaux als Ersatzspieler eingesetzt; am Ende gewann man souverän mit 3:0. In der Spielzeit 2009/10 avancierte der defensive Mittelfeldakteur zu einem wahren Stammspieler in der Reservemannschaft der Ostfranzosen und kam dabei in 30 Ligaspielen zum Einsatz, in denen er auch seine Offensivstärke unter Beweis stellte, indem er drei Treffer für sein Team beisteuerte.
Wie schon im Vorjahr gewann Olympique Lyon B zum zweiten Mal in Folge den französischen Amateurmeistertitel, nachdem die Reserve des Le Havre AC im 120 Minuten dauernden Finalspiel mit 3:2 besiegt wurde. Der konditionell starke Tié Bi war dabei über die vollen 120 Minuten im Einsatz. Zuvor machte er bereits im Semifinalspiel gegen die Reserve von Paris Saint-Germain eine gute Figur und war beim 3:0-Erfolg seines Teams auch als Assistgeber erfolgreich, indem er den ersten Treffer nach Kombinationsspiel mit Alexandre Lacazette für ebendiesen vorbereitete.

### Wechsel zum FC Évian Thonon Gaillard
Nach einer erfolgreichen Zeit in der Reservemannschaft von Olympique Lyon wurde Tié Bi bereits Ende Mai 2010 vom Aufsteiger in die zweitklassige französische Ligue 2, dem FC Évian Thonon Gaillard, für die kommende Saison verpflichtet. Zusammen mit ihm wurde mit Brice Dja Djédjé ein weiterer ivorisch-französischer Staatsbürger ins Team geholt. Der gleichaltrige Dja Djedjé spielte davor allerdings für die B-Mannschaft von Paris SG. Nachdem er kurz vor Beginn der Saison 2010/11 zum Verein aus Gaillard an der Grenze zur Schweiz wechselte, kam er am 6. August 2010 im Saisoneröffnungsspiel gegen den FC Metz zum Einsatz und gab dabei sein Liga- und gleichzeitig auch Profidebüt. In dem  Spiel, das Évian auswärts mit 2:0 für sich entscheiden konnte, wurde er in der 62. Spielminute für den Senegalesen Pape Ibrahima M'Boup eingewechselt.
Gleich im darauffolgenden Spiel gegen den OC Vannes, das Évian zuhause klar mit 4:0 für sich entscheiden konnte und damit auch die Tabellenführung eroberte, wurde Tié Bi bereits von Beginn an eingesetzt und spielte dabei sogar über die volle Spieldauer durch. Bis dato (Stand: 14. September 2010) folgten weitere zwei Einsätze in der Ligue 2 sowie zwei Einsätze in der Coupe de la Ligue der Saison 2010/11, in der die Mannschaft allerdings schon in der zweiten Runde gegen EA Guingamp ausschied, nachdem man schon von Beginn an Probleme hatte, spielerisch ins Turnier zu finden. Für Tié Bi waren es die ersten beiden Einsätze überhaupt in diesem Bewerb.

## Erfolge
- 2× Französischer Amateurmeister: 2008/09 und 2009/10